# 外堀通 (名古屋市)

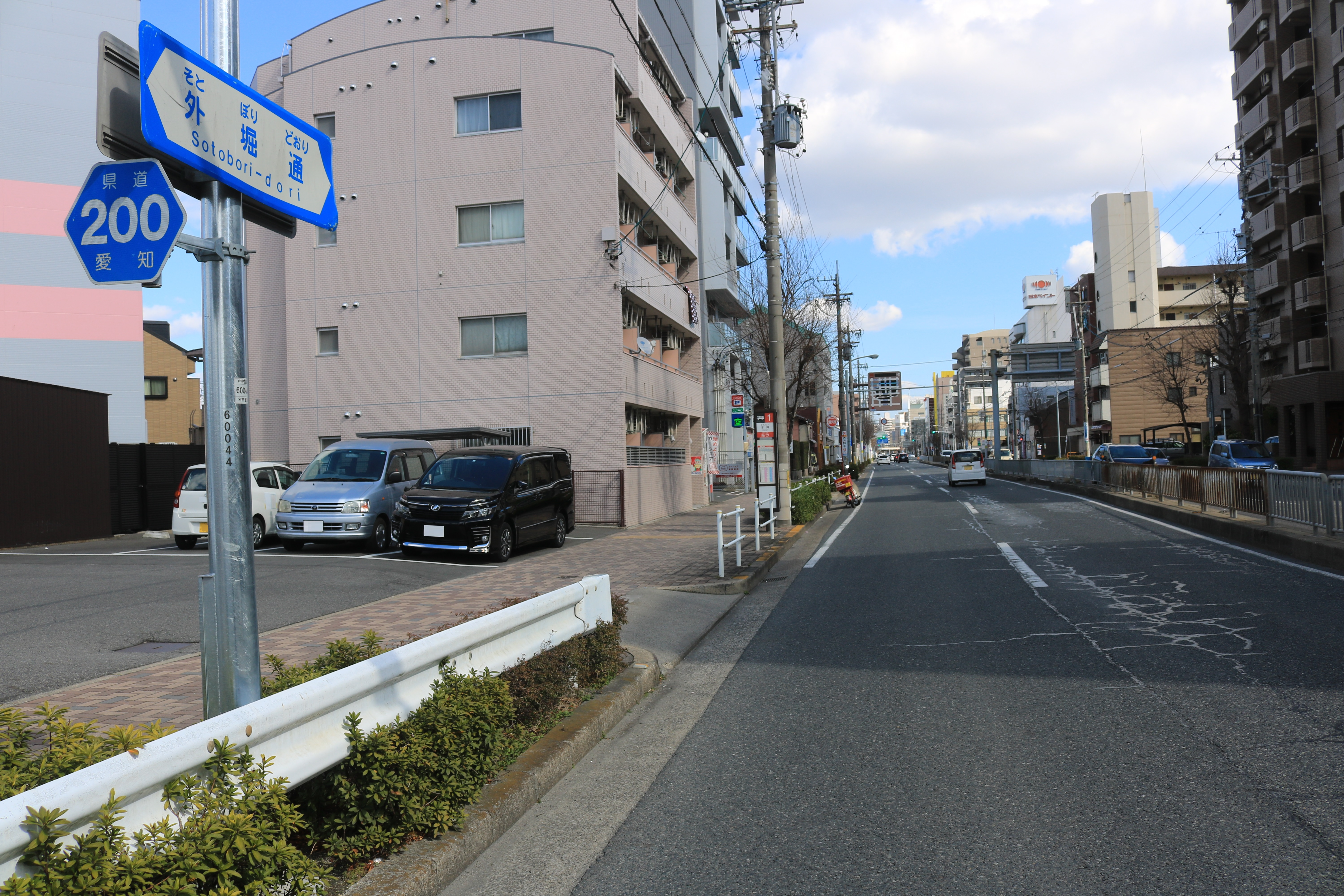
外堀通（愛知県道200号名古屋甚目寺線）、名古屋市中村区佐古前町にて（2017年2月）

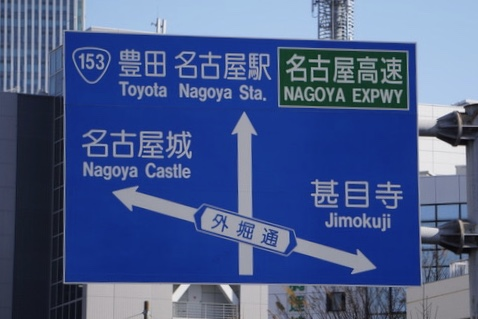
外堀通と表記された案内標識（名古屋市西区）

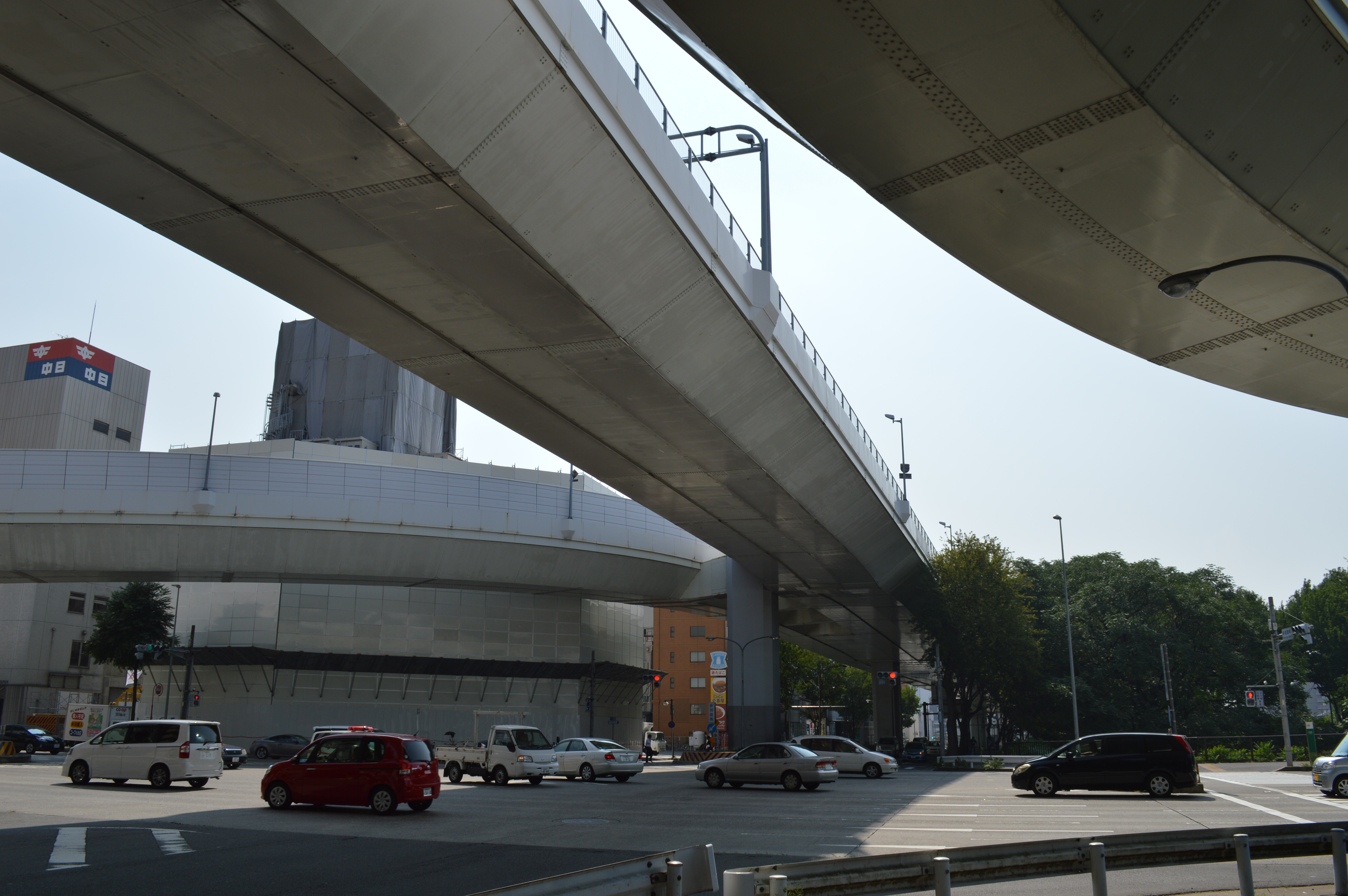
伏見通（画像左から右方向）との交差点（2013年8月）

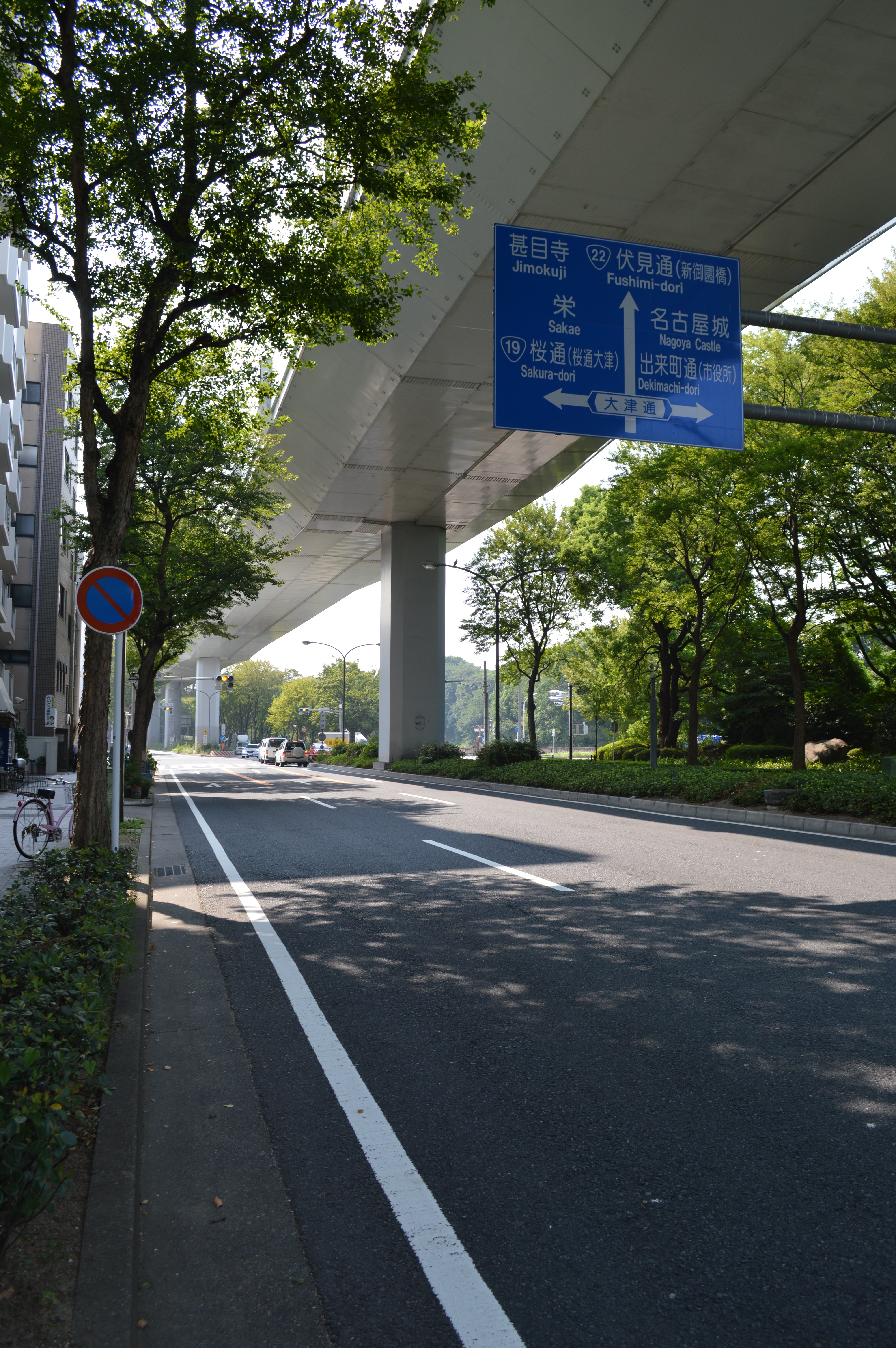
大津橋付近（名古屋市中区）。画像上部は名古屋高速都心環状線。（2013年8月）

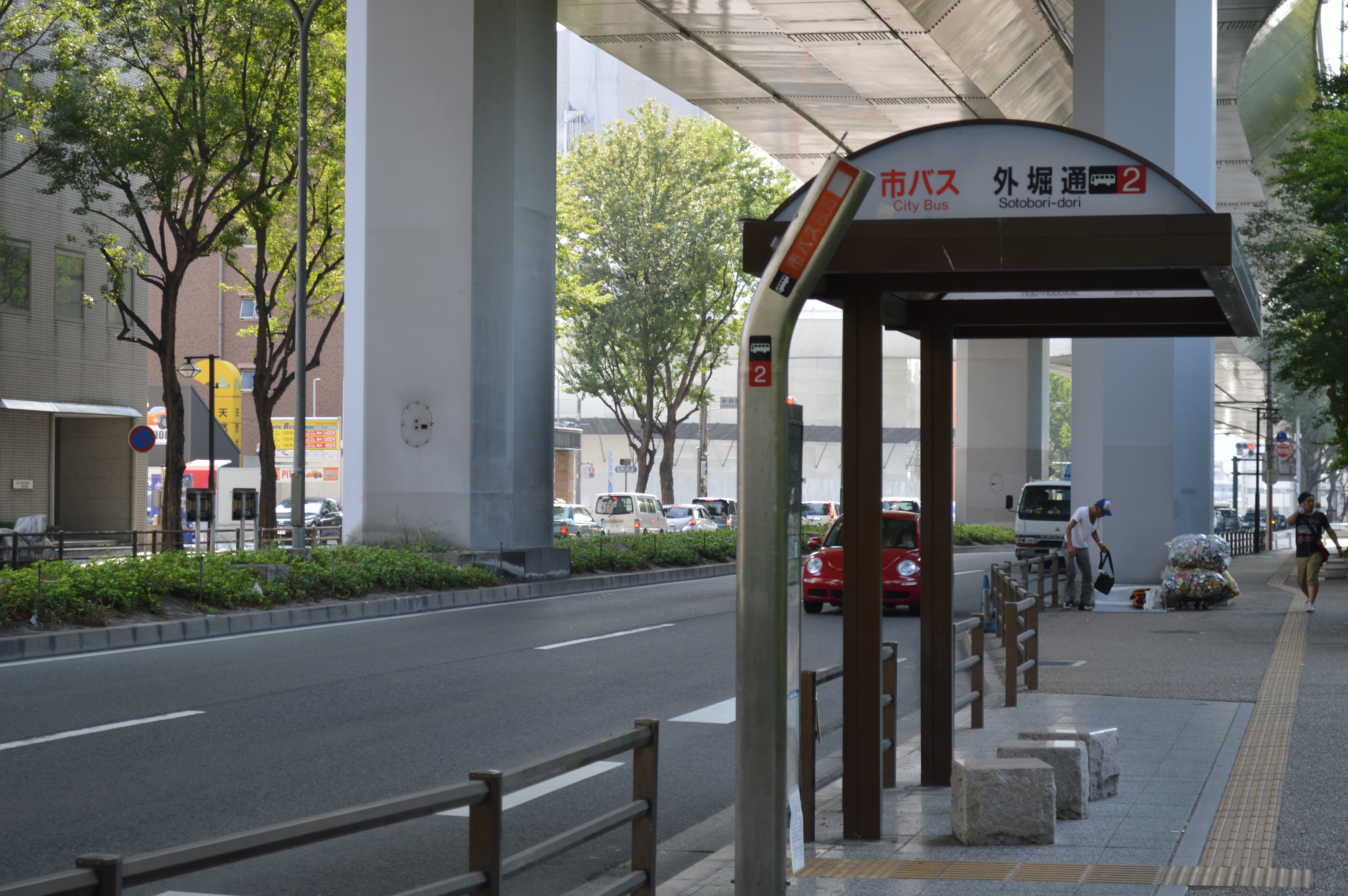
名古屋市営バスの「外堀通」バス停（中区三の丸・2013年8月）

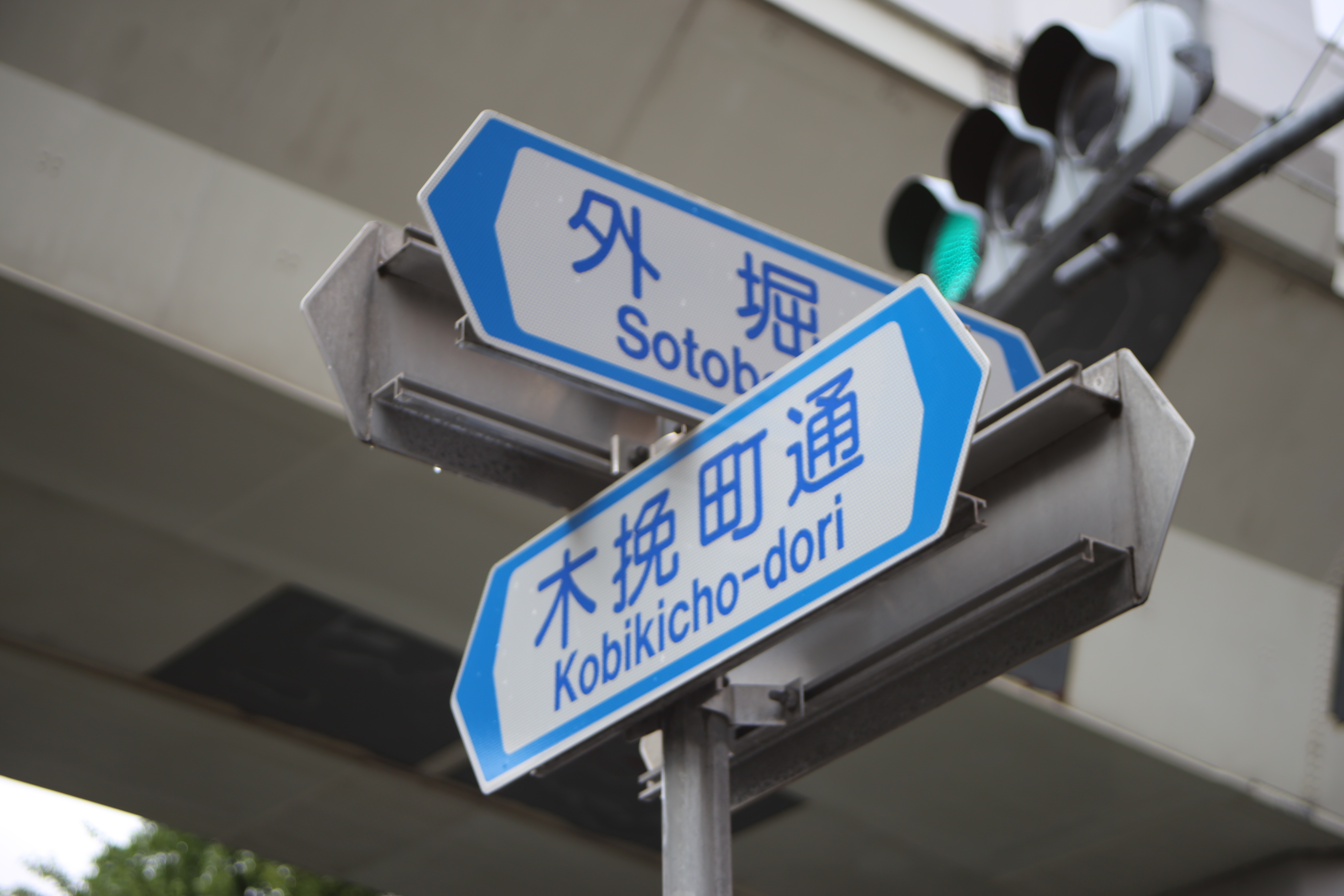
道路の通称名「外堀通」の案内標識。

外堀通（そとぼりどおり）とは、名古屋市東区平田町から中村区豊公橋まで結ぶ通りである。正式な名称は名古屋市道外堀相生町線、名古屋市道外堀町線、愛知県道200号名古屋甚目寺線で、前二者は全線、県道名古屋甚目寺線は一部から成っている。

## 概要
名古屋都心部の北側、名古屋城の外堀沿いを東西に抜けるルートであり、このうち明道町交差点から東片端交差点までの区間には、高架式で名古屋高速都心環状線が通っている。
外堀通の名は1984年に名古屋市土木局が行政上の道路名とは別の名称を付与することを企図し、市民に名付け親になってもらうべく公募した。結果、応募数で多数を占めた「外堀通」を選出、採用された。
かつては、路上を名古屋市電が走っていた。路線は大曽根方面から名古屋駅方面へ通じるもので、市電としては旅客数の多い主要な路線であったが、市電全廃の名古屋市の方針により、1971年（昭和46年）2月1日に廃止された。また、隣接する名古屋城外堀にはかつて名鉄瀬戸線が通っていたが、1976年（昭和51年）2月15日栄町駅乗入れ延伸工事の開始に伴い廃止された。現在では沿道に沿った鉄道は存在しない。

## 接続道路
- 国道19号（下街道）（平田町交差点）
- 国道41号（空港線）（東片端交差点）
- 久屋大通（久屋橋交差点・久屋橋西交差点）
- 大津通（大津橋交差点）
- 名古屋市道本町線（本町通）（本町橋交差点）
- 国道22号（伏見通）（新御園橋交差点）
- 名古屋市道江川線（明道町交差点）
- 名古屋市道東志賀町線（菊井通）（菊井町交差点）
- 名駅通（則武新町交差点）
- 名古屋市道名古屋環状線（本陣通2交差点）
- 名古屋市道鳥居線（鳥居通）（本陣通3交差点）
- 愛知県道190号名古屋一宮線（本陣通4交差点）
- 愛知県道106号鳥ヶ地名古屋線（豊公橋東差点）